# Rise of the Argonauts
Rise of the Argonauts (englisch für „Aufstieg der Argonauten“) ist ein Action-Rollenspiel, das von Liquid Entertainment entwickelt und von Codemasters vertrieben wird. Das Spiel dreht sich um die griechische mythologische Geschichte von Jason und seinen Argonauten, die sich auf eine Reise begeben, um das Goldene Vlies zu finden und damit Jasons Verlobte aus dem Reich der Toten zu befreien.

## Geschichte
In Rise of the Argonauts spielt man Jason, den iolkischen (griechischen) König. Zu Beginn der Geschichte wird seine Frau auf eine hinterlistige Art von einem Assassinen getötet, woraufhin Jason sie rächt, indem er den Assassinen tötet. Gemeinsam mit Herkules und seinen Soldaten kann Jason den Angriff der ionischen Truppen abwehren, doch das ist nur ein schwacher Trost für den Tod seiner geliebten Alkmene, deren Tod er nicht akzeptieren kann. Er erfährt, dass es ein magisches Artefakt gibt, das es ermöglichen soll, Tote wieder zum Leben zu erwecken – das Goldene Vlies.
Jason macht sich daraufhin gemeinsam mit Herkules und dem Kriegsschiff Argo auf den Weg zum Orakel von Delphi. Während seiner Abwesenheit überträgt er seinem Onkel Pelias die Herrschaft über das Königreich. Das Orakel befiehlt ihm drei Sterbliche, in deren Adern göttliches Blut fließt, nach Delphi zu bringen.
Auf seiner Suche nach dem Goldenen Vlies trifft Jason immer wieder auf weitere Begleiter, wie etwa Pan, ein Satyr, der dem Orakel von Delphi als Berater dient oder Atalanta, eine Amazonen-Bogenschützin. Diese unterstützen Jason mit zahlreichen Fähigkeiten, um die dunklen Machenschaften der Titanin Hekate und deren Blacktongue-Kult zu vereiteln.
Im Endeffekt wird die Story auf ein Ende hinauslaufen, einem „Happy End“, was aber bei den zahlreichen Entscheidungsfreiheiten innerhalb des Spiels nicht weiter tragisch ist. So hat jeder Charakter im Spiel, der einen Namen trägt, auch eine Geschichte zu erzählen, welche durch die Entscheidung von Jason beeinflusst werden kann. Konsequenzen sind dabei auch ein wichtiger Faktor, da sie den Lauf der Geschichte wesentlich mitbestimmen.

## Charaktere
In Rise of the Argonauts gibt es verschiedene Begleiter, den Argonauten, von denen man zwei vor einem Reiseantritt, also bevor man das Schiff verlässt, wählen darf, die Jason auf einer Insel begleiten. Diese können ausgewechselt werden, wenn man zum Schiff zurückkehrt, was nützlich sein kann, um sich unterschiedlichen Situationen anzupassen. Das Verhalten der NPCs verändert sich je nach Wahl der Gruppe. Jede Kombination hat seine Vor- und Nachteile, da sich die Stärken und Schwächen der drei gewählten Charaktere kombinieren lassen.
JasonEr ist der Kopf des Geschehens, ein Waffenmeister und der rachsüchtige Held, der versucht seine Verlobte zu retten. Mit Schwert, Speer, Streitkolben und Schild bewaffnet bricht er auf, um dem Bösen Einhalt zu gebieten.
HerkulesEr ist der sterbliche Sohn des Zeus, der mit göttlicher Stärke die Unschuldigen des Landes beschützt und Jason, seinem Kindheitsfreund, bei seinem Abenteuer begleitet.
AchillesDer größte und begabteste Kämpfer der Griechen, der sich unzählige Male in der Arena von Mykene bewiesen hat. Nun sucht er nach neuen Herausforderungen und begleitet deshalb Jason.
PanEr ist ein uralter Satyr, der nach Wissen strebt und dieses durch jahrelange Studien und Reisen erlangt. Als Magier und Berater tritt er an Jasons Seite, um diesen zu unterstützen.
AtalanteSie ist ein Waisenkind, die von Zentauren aufgezogen wurde und auf einer von Dschungel bedeckten Insel lebt, die vom Rest der Welt abgeschottet ist. Sie begleitet Jason, um die Fremde kennenzulernen.

## Götter
Sie sind ein wichtiger Teil des Spiels. Sie bestimmen über die Entwicklung Jasons, da sich jede Entscheidung des Spielers auf die Gunst der vier Götter und somit auf dessen Fähigkeiten auswirkt. Durch Heldentaten und Entscheidungen die Jason trifft, erhält der Spieler Fertigkeitspunkte. Diese Punkte investiert Jason in Fertigkeiten der folgenden vier Götter:
- Apollo
- Ares
- Athene
- Hermes

## Spielwelt
In der Welt von Rise of the Argonauts kann man sechs Inseln bereisen, die jeweils eine Spielzeit von drei-vier Stunden bieten. Jede der Inseln ist einzigartig und erzählt eine eigene Geschichte, führt aber auch den Haupthandlungsstrang ein Stück weiter. Auf den Inseln findet man neue Freunde und Schätze, aber auch große Gefahren lauern auf ihnen. Die sechs Inseln sind:
- Delphi: In Delphi trifft man auf das Orakel, das Jason erklärt, wie er das goldene Vlies finden und benutzen kann. Die Insel ist Apollo geweiht.
- Iolkos: Iolkos ist die Insel, auf der Jason aufgewachsen und deren König er nun ist.
- Kythra: Kythra ist Athene geweiht, doch alle Lebewesen wurden durch einen Fluch versteinert. Dort trifft man auch auf Medusa.
- Mykene: Das ist die Insel des Ares, auf der Lykomedes, Alkmenes Vater, herrscht. Hier steht auch die große Arena, wo man auf Achilles trifft.
- Saria: Saria ist eine Dschungelinsel, auf der die Zentauren leben, die Hermes verehren.
- Tartaros: Dies ist die Insel, auf der Hekate herrscht und mit Hilfe ihrer Brüder, Epimetheus und Prometheus, versucht eine Armee aufzustellen.